# داویده پوسانزینی
داویده پوسانزینی (انگلیسی: Davide Possanzini؛ زادهٔ ۹ فوریهٔ ۱۹۷۶) بازیکن سابق و سرمربی کنونی فوتبال اهل ایتالیا است.
از باشگاه‌هایی که در آن بازی کرده‌است می‌توان به باشگاه فوتبال رجینا، باشگاه فوتبال تورینو، باشگاه فوتبال کرمونزه، باشگاه فوتبال برشا، باشگاه فوتبال کاتانیا، باشگاه فوتبال سمپدوریا، باشگاه فوتبال لوگانو، باشگاه فوتبال پالرمو، و باشگاه فوتبال وارزه اشاره کرد.